# تیاگو آدام
تیاگو آدام (انگلیسی: Tiago Adan؛ زادهٔ ۱۴ مارس ۱۹۸۸) بازیکن فوتبال اهل برزیل است که در لیگ برتر مالت در پست مهاجم برای مارساکسلوک بازی می‌کند.